# Nicolau Capocci
Nicolau Capocci (Roma, a finals del segle xiii — Montefiascone, 26 de juliol del 1368) va ser un cardenal italià i el bisbe catòlic; nomenat cardenal pel papa Climent VI, és conegut com el cardenal d'Urgell.

## Biografia
Pertanyent a la branca de la família romana Capocci dei Monti, estretament lligada als Colonna, Nicolau es va iniciar des de molt jove a la carrera eclesiàstica, seguint els passos del seu oncle, el cardenal Pietro Colonna, que el va portar a casa com un membre de la família. El cardenal Colonna havia tingut un paper clau durant el conclau de 1314-1316, que va triar Papa Joan XXII, ja que només l'últim s'havia donat el suport per a l'elecció del papa; per aquest motiu, el nou Papa es va sentir endeutat amb el cardenal i va atorgar nombrosos beneficis als seus familiars.
Es formà a la Universitat de Perugia i, gràcies a la benevolència papal, des de setembre de 1316, va rebre el benefici canongies Sant-Germain en Mons (Bèlgica), Cassel (Nord de França), Mainz, Santa Maria la Major a Roma, Verdun. En els anys següents, ja que el cardenal Colonna gaudia de gran crèdit en Lluís de Baviera, el Papa va continuar ha de donar favors perquè el Capocci va rebre el 1322 un cànon a Lincoln, el prior Sant-Omer a la diòcesi de Thérouanne i Santa Magdalena de Verdun, una rectoria a la diòcesi d'Elne, la capellania de Campione al nord de França. Fou sacerdot papal a Avinyó.
El 10 de gener de 1341 va ser nomenat bisbe d'Utrecht, però va renunciar a la seua seu episcopal el 20 de novembre de 1342.
El 13 de juny de 1348 va ser nomenat bisbe d'Urgell, on va succeir a Pierre de Narbonne, després d'unes llargues vacances. Al consistori de 17 de desembre, 1350 a Capocci va ser nomenat cardenal pel papa Climent VI, amb el títol de Sant Vitale i el nou cardenal va fer la seva entrada a la Cúria 3 de febrer pròxim.
Va participar en el conclau de 1352 que va triar el papa Innocenci VI.

### Missió diplomàtica a França i Anglaterra

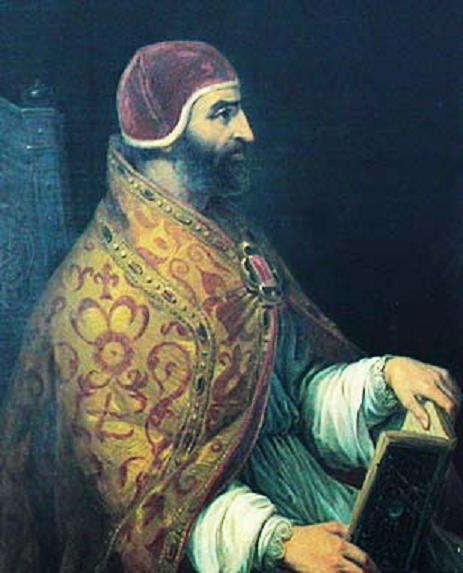
Innocenci VI

El 1356 Innocenci VI li va encomanar la missió a França i Anglaterra per trobar una mediació i posar fi a la guerra, però la mediació no va donar cap resultat, de fet, la guerra va continuar més sagnant que abans.
Després del fracàs de la missió britànica, Innocenci VI va enviar a Capocci amb el cardenal de Périgord per intervenir entre el regent de França, el futur Carles V i Carles el Evil, rei de Navarra.
Va participar en el conclau de 1362. Va acompanyar al papa Urbà V en tornar a Itàlia, però Capocci va morir a Montefiascone el 26 de juliol de 1368.